# IC 1335
IC 1335 је елиптична галаксија у сазвјежђу Јарац која се налази на листи објеката дубоког неба у Индекс каталогу.
Деклинација објекта је - 16° 20' 6" а ректасцензија 20h 53m 6,0s. Привидна величина (магнитуда) објекта IC 1335 износи 14,7 а фотографска магнитуда 15,7. IC 1335 је још познат и под ознакама NPM1G -16.0512, PGC 899456.